# NH City & Tower Hotel
El NH City & Tower Hotel (más conocido por su nombre original, City Hotel) es un emprendimiento hotelero en el céntrico barrio de Monserrat, en la ciudad de Buenos Aires, Argentina.

## Historia
El edificio original fue proyectado por el ingeniero Julio A. Noble y el arquitecto Miguel Madero para David Hogg y Cía., propiedad de un escocés instalado en la capital argentina. La empresa Peviani y Cía. estuvo a cargo de las obras (dirigidas por los proyectistas). Fue inaugurado en abril de 1931, a metros del Cabildo, la Plaza de Mayo y la recién comenzada Diagonal Sur.
En ese año se instaló en una de sus habitaciones el expresidente Marcelo T. de Alvear, dirigente de la fracción antipersonalista de la Unión Cívica Radical. Desde septiembre de 1930 la Argentina era gobernada de facto por el general José Félix Uriburu, y Alvear organizó la llamada Junta del City, que aglutinó a miembros de las dos fracciones opositoras de la UCR en busca de la unidad de su partido.
Con el paso de las décadas, el City Hotel perdió su original categoría, siendo sobrepasado por hoteles tales como el Sheraton (año 1972), a pesar de su privilegiada ubicación. En los años 60 cambió de dueño.
En 1993, la cadena NH Hoteles llegó a la Argentina, creciendo a lo largo de la siguiente década. En enero de 2000 la hotelera se hizo cargo del City, adquiriendo un 50% al empresario Florencio Aldrey, y comenzó su remodelación y modernización, a cargo del estudio de arquitectura Urgell-Fazio-Penedo-Urgell.
El NH City Hotel fue inaugurado el 11 de diciembre de 2001, con obras que alcanzaron la suma de US$ 19.500.000 en reformas, transformándolo en hotel 5 estrellas.
El 21 de noviembre de 2006 el hotel se transformó en NH City & Tower Hotel. Esto significó la construcción de un anexo al edificio de 1931, construido sobre una antigua casa adyacente, de la cual se conservó la fachada, y que fue destinada a cocheras. El diseño de interiores estuvo a cargo del estudio de arquitectura Caparra, Entelman y Asociados.

### Huéspedes ilustres
- Filippo Marinetti
- Felipe VI de España

## Descripción

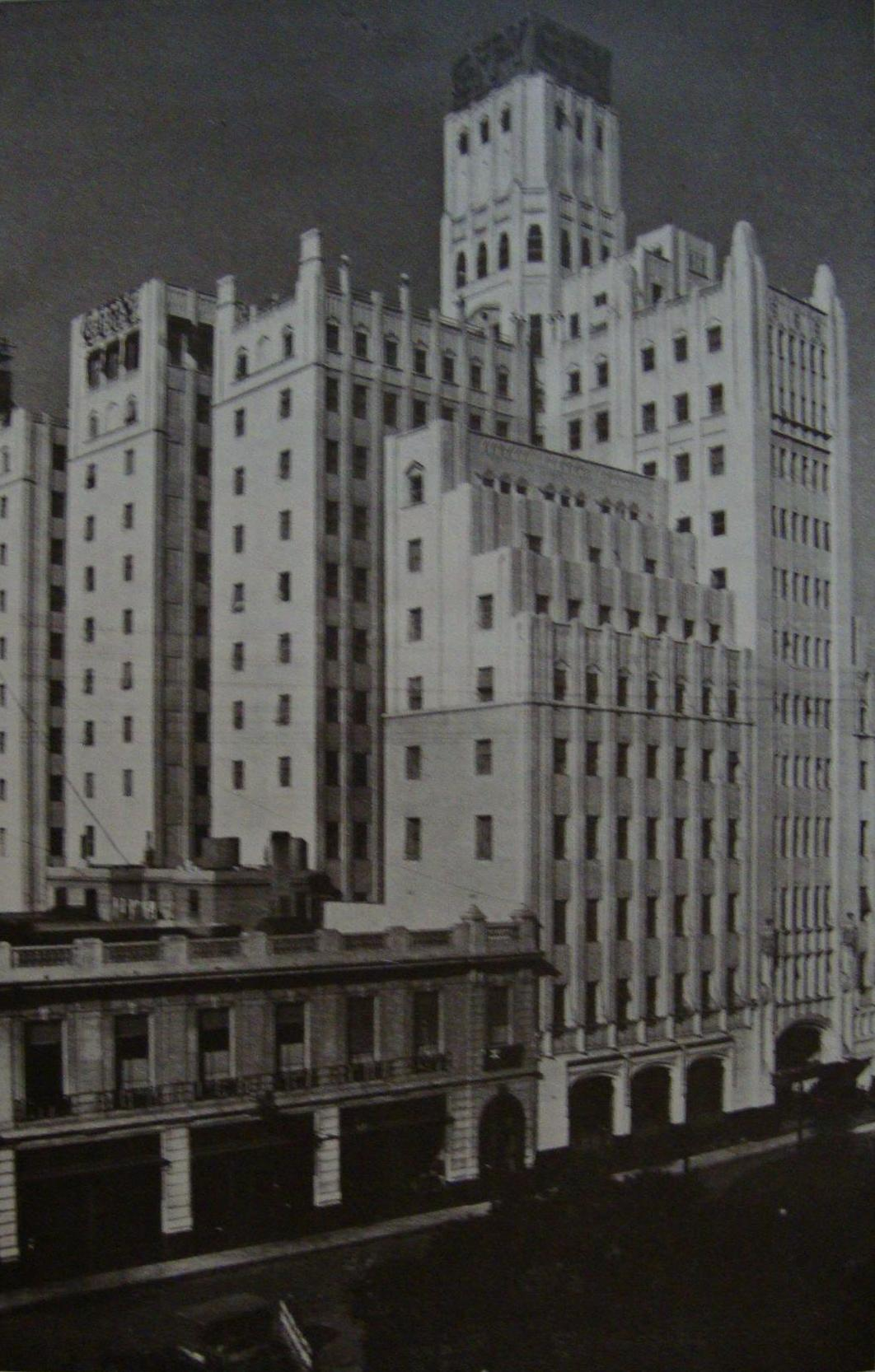
Vista del City Hotel en 1931

El edificio inaugurado en 1931 fue una de las mayores construcciones de Buenos Aires en su momento, y uno de los hoteles más importantes junto con el Plaza. Fue diseñado en estilo art déco, el imperante en los hoteles norteamericanos de la época que el City intentaba emular, aunque también en su fachada aparecen elementos de influencia neogótica, como las torres.
La distribución de los cuerpos del hotel consiste en un bloque central de dirección este - oeste que ocupa todo el lado sur del terreno, y de desarrolla paralelo a la medianera sur durante los 60 metros de fondo; y cuatro cuerpos de disposición norte - sur en el lado norte del terreno, unidos al bloque principal. Entre estos volúmenes hay espacios ocupados por patios que dan aire y luz a las habitaciones.
Se construyeron 2 subsuelos, planta baja y 12 pisos altos. Las 460 habitaciones originales (con formato de departamento) se distribuyeron en 11 pisos superiores. Había de un dormitorio, de 2, de 3 y de 4, todas con baño y un pequeño hall de acceso, pudiendo alojar en total a 720 personas. También se construyeron 30 habitaciones especialmente destinadas al personal de servicio de los huéspedes, conectadas telefónicamente con las de sus patrones. Los tanques de agua fueron ubicados sobre una pequeña torre, que se aprovechó para instalar un mirador (hoy ocupado por un cartel con el logo de NH Hoteles)
El gran comedor del hotel resultó un desafío para los proyectistas, ya que para dar mayor amplitud decidieron que careciera de columnas. Para ello se adoptó un sistema compuesta por 5 grandes vigas de 9 metros de luz.
El hotel fue el primero de su tipo en Sudamérica que contó con sistema radiotelefónico en todas sus habitaciones. Se utilizó el sistema Radio centralizado, utilizado en esa época en Norteamérica. 
El City contó con 7 ascensores, 3 para el servicio de huéspedes funcionando en batería, un montacargas, un ascensor de servicio y dos montaplatos.

### Decoración original
El estudio Medhurst, Thomas & Harris estuvo a cargo de la decoración original del City Hotel en 1931, combinando variados estilos. La entrada y el hall de la planta baja fueron realizados en estilo renacimiento español; el living room fue del estilo de la primera etapa del renacimiento inglés, con vitraux y cielorraso de vigas. El Gran Comedor también fue de estilo renacentista español, modernizado, revestido en roble y con esculturas de la época talladas en los bajofondos del cielorraso. 
La taberna o grill fue realizada en estilo tudor, con los frentes del bar realizados en roble trabado (panne a bois), terminado a hacha. Los revestimientos y pisos se hicieron en mosaicos españoles tornasolados. El Bar Privado fue realizado en este mismo estilo, aunque más rústico. El Salón de Banquetes en el piso 12º, así como el del piso 1º, fueron decorados en estilo moderno.

### Actualidad
En la actualidad el NH City cuenta con 303 habitaciones (33 superiores, 46 junior suites y 6 suites ejecutivas) distribuidas en 12 pisos. También posee 11 salones de convenciones con capacidad desde 30 hasta 400 personas.